# مارغريت إروين
مارغريت إروين (بالإنجليزية: Margaret Irwin)‏ (27 مارس 1889، لندن في المملكة المتحدة - 11 ديسمبر 1969، لندن في المملكة المتحدة)؛ كاتِبة وروائية بريطانية.